# Phoneutria fera
Phoneutria fera is een zeer giftige spin uit de familie kamspinnen (Ctenidae). De spin komt voor in tropisch Zuid- en Centraal-Amerika, voornamelijk in Ecuador, Peru, Brazilië, Suriname en Guyana. Deze spin kan bij een beet een sterk neurotoxisch gif inspuiten. Het tegengif moet vrijwel direct toegediend worden.